# Pšenice (železniční zastávka)
Pšenice je železniční zastávka a automatické hradlo (dříve hláska) v Suchdolu, části Bujanova v Jihočeském kraji. Nachází se v nadmořské výšce 670 m n. m. Leží v km 73,952 železniční trati České Budějovice – Summerau mezi stanicemi Omlenice a Rybník.

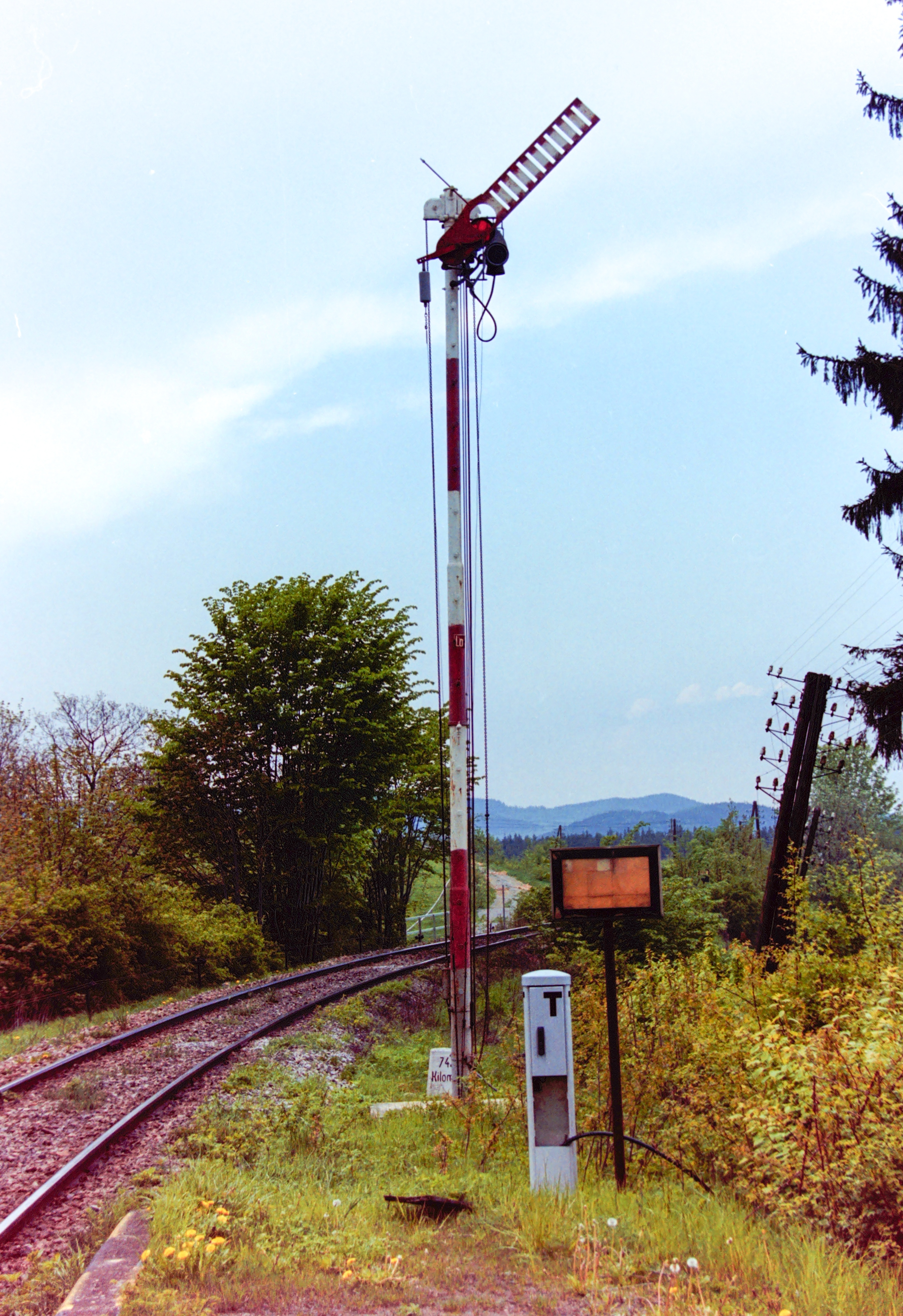
Oddílové návěstidlo hlásky Pšenice v roce 2000

## Popis zastávky
V zastávce je u traťové koleje zřízeno úrovňové nástupiště o délce 110 metrů a s pevnou nástupní hranou ve výšce 550 mm nad temenem kolejnice. Příchod na nástupiště je z místní komunikace.
Na zastávce není možné zakoupit jízdenky.